# スタンレー・フィッシャー
スタンレー・フィッシャー（Stanley Fischer、1943年10月15日 - 2025年5月31日）は、アメリカ合衆国とイスラエルの経済学者、元イスラエル銀行総裁。

## 人物
北ローデシア（現在のザンビア）でユダヤ系移民の子として生まれ、1956年ごろに現在のジンバブエに移住し、高校最後の年に経済学を履修した。1962年からイギリスのロンドン・スクール・オブ・エコノミクスで修士課程まで学び、アメリカ合衆国のマサチューセッツ工科大学へ渡った。ここでは金融政策が効果的な雇用拡大につながるとの持論を展開している。1969年、同大学でPh.D.を取得した。シカゴ大学を経て多年にわたりマサチューセッツ工科大学で教職にあった。受講者には、ベン・バーナンキ、マリオ・ドラギ、ローレンス・サマーズ、グレゴリー・マンキューなどがいる。アメリカとイスラエル両国の市民権を得ている。
1988年からの世界銀行チーフエコノミスト就任時から政策運営に関与することへの意欲が高まり、サマーズの援助も有って1994年に国際通貨基金の筆頭副専務理事となった。
1996年にIMF筆頭副専務理事としてタイバーツがドルに対して高すぎるとタイ中央銀行に対して警告をしたが、市場混乱を恐れて公開されなかった。
2002年にシティグループ副会長に就任後、2005年12月に打診を受けてイスラエル中央銀行総裁となった。2011年、同行において金融政策委員会を作り総裁の裁量権を放棄した。2014年6月に中銀総裁の任期が終了する予定であったが、2013年6月末に退任した。
2014年1月、オバマ大統領から米国連邦準備理事会副議長に指名された。6月17日就任。
2017年9月6日、トランプ大統領に対し辞意を伝えた。大統領にあてた辞表によると「個人的な理由」で10月中旬に副議長職と理事職をともに辞任するとしている。
2025年5月31日に死去。81歳没。

## 略歴
- 1943年　北ローデシア（現在のザンビア）で生まれる。
- 1962年 - 1966年　ロンドン・スクール・オブ・エコノミクス（LSE）でB.Sc.（学士）およびM.Sc.（修士）取得。
- 1969年　マサチューセッツ工科大学（MIT）でPh.D.取得。
- 1969年 - 1973年　シカゴ大学准教授。
- 1973年 - 1977年　MIT 経済学部准教授。
- 1977年 - 1999年　MIT 経済学部教授。
- 1988年 - 1990年　世界銀行チーフエコノミスト。
- 1994年 - 2001年　IMF筆頭副専務理事。
- 1998年6月2日　国際通貨シンポジウム（財団法人国際通貨研究所）に出席。
- 2001年 - 2002年　IMF専務理事への特別顧問。
- 2002年 - 2005年　シティグループ副会長。
- 2005年 - 2013年　イスラエル銀行（中央銀行）総裁。ヘブライ大学（エルサレム）およびThe Hoover Institution at Stanford客員教授。
- 2014年 - 2018年　アメリカ連邦準備理事会副議長・理事。
- 2019年 -　ブラックロック・インベストメント・インスティチュートシニアアドバイザー[6]

## 著作
- （ルディガー・ドーンブッシュ共著）『マクロ経済学（上）（下）』改訂版、シーエーピー出版、1998年.
- （オリビエ・ブランチャード共著）『マクロ経済学講義』、高田聖治訳、多賀出版、1999年.
- （スタンレー・フィッシャー他著）『IMF資本自由化論争』、岩本武和監訳、岩波書店、1999年（Fischer, Stanley et al., Should the IMF Pursue Capital-Accunt Convertibility? (Essays in International Finance, 207), Princeton University, 1998）.
- 「生産要素の移動可能性と国際通貨」、『金融研究』、第8巻第3号、日本銀行金融研究所、1989年10月.

## 出演

### テレビ
- 『ETV2002アジア通貨危機の真相』（2002年、日本放送協会）インタビュー